# Rancho Shuli
Rancho Shuli är en ort i Mexiko.   Den ligger i kommunen Toluca och delstaten Mexiko, i den sydöstra delen av landet, 60 km väster om huvudstaden Mexico City. Rancho Shuli ligger 2 640 meter över havet och antalet invånare är 247.
Terrängen runt Rancho Shuli är huvudsakligen platt, men den allra närmaste omgivningen är kuperad. Runt Rancho Shuli är det mycket tätbefolkat, med 2 103 invånare per kvadratkilometer. Närmaste större samhälle är Toluca, 4,4 km sydost om Rancho Shuli. Runt Rancho Shuli är det i huvudsak tätbebyggt.